# ティーンエイジ・ミュータント・ニンジャ・タートルズ
『ティーンエイジ・ミュータント・ニンジャ・タートルズ』（Teenage Mutant Ninja Turtles）は1984年にミラージュ・スタジオから出版されたアメコミを原作とするアニメシリーズ、および作中に登場するグループの名称である。略称は「TMNT」もしくは「忍者タートルズ」、「ミュータント・タートルズ」。

## 概要
本シリーズは、ミラージュ・スタジオから1984年に出版されたケヴィン・イーストマンとピーター・レアードによるアメリカン・コミックを原作としている。この小規模出版された白黒漫画は世界的に成功したシリーズとなり、1987年のアニメシリーズや1990年の実写映画といった多くの関連作品・商品を生み出した。
2009年10月19日に原作者の一人であるピーター・レアードが全権利をバイアコム（現・パラマウント・グローバル）傘下のニコロデオンに売却したことに伴い、ニコロデオンが制作にかかわることとなり、2012年からは新たなアニメシリーズが放送された。また、2014年に誕生30周年を迎え、実写映画も製作された。
本作品の長年に渡る功績が評価され、2023年9月にアメリカ合衆国カリフォルニア州ハリウッドにあるチャイニーズ・シアターに名前と手形が半永久的に刻印されることが同年8月に発表された。

## 漫画
1984年5月にニューハンプシャー州ポーツマスで行われたコミック・コンベンションで、『イーストマンとレアードのティーンエイジ・ミュータント・ニンジャ・タートルズ』の最初のコミックが公開された。イーストマンとレアードの設立したミラージュ・スタジオから刊行されたこのコミックは、安価な新聞用紙に白黒印刷された大判の雑誌スタイルの同人誌であり、僅か3000部のみが印刷された。もともと一回限りのパロディ企画として作られたこの作品は予期せぬ好評を博し、74号に及ぶ続編が制作されることになった。
タートルズのアイデアは、ある晩にケヴィン・イーストマンが友人ピーター・レアードとのブレーンストーミングで描いたスケッチから生まれた。バンダナを身につけた背の低いずんぐりした亀がヌンチャクを構えているそのスケッチは、のろまな冷血の爬虫類と素早く技巧的な日本の武術とのミスマッチにより、非常に滑稽な印象を二人のアーティストに与えた。レアードの提案により、二人はそれぞれ異なった武器を得意とする4匹の亀のキャラクターを創造した。
タートルズが登場する最初のコミックは、1980年代前半の二つの有名なアメリカン・コミックのパロディであった。ティーンエイジャーのミュータントたちが登場するマーベルの『ニュー・ミュータント』と、ニューヨーク市の地下組織を支配するために決闘を行っている忍者集団が登場する『デアデビル』が、その元ネタである。タートルズが敵対するザ・フット（=足）はデアデビルに登場する悪の忍者組織ザ・ハンド（=手）のパロディである。イーストマンとレアードは『タートルズ』に多大な影響を与えた作品として、フランク・ミラーとジャック・カービーによるこれらの革新的な作品を、しばしば引用している。2003年のアニメ版にも、カービーという漫画家が登場するエピソードがあり、その回の冒頭に「ジャック・カービーに捧げる」とクレジットされていた。
これとは別に、1988年にアーチー・コミックから、1987年のアニメ版に基づいたシリーズが発行された。また日本では、1994年に小山田つとむ・槙村ただし・はまだよしみらによる『ミュータントタートルズ』（全15巻）という漫画版がメディアワークスから発行されていた。
さらに、2011年にはIDWからタートルズの漫画の出版が開始された。

### 漫画の著作権
当初、ミラージュ・コミックはスタッフ（フリーランス含む）に対してTMNTの世界観に合わせて作ったキャラクターの権利を保有することを認めたが、漫画の外でのメディア展開については許可しなかった。
その結果、各々が保有する権利の把握が難しくなり、ミラージュは自社にいるキャラクターの作者らに対し、雇用主に著作権が帰属するという契約を結ばせることにしたが、『スワンプシング』で知られるリック・ヴィーチなど、契約の締結に応じなかった者もいた。

### あらすじ
ニューヨークでペットとして飼われていた4匹の亀は、動物を人間のような姿に変えるミュータンジェンの力によってタートルズに変身してしまう。タートルズは下水道の中で、同じくミュータンジェンによって変身したネズミであるスプリンターと出会う。スプリンターの飼い主だった日本人の忍術家ハマト・ヨシは、かつて彼が所属していた忍者の一族であるフット団と、そのアメリカ支部の頭領オロク・サキことシュレッダーにより殺されたのだった。スプリンターはヨシの仇を討つためにタートルズに忍術を教える。最後にタートルズはシュレッダーと対決し、シュレッダーはビルの屋上から転落して自爆する。

## 登場人物

### タートルズのメンバー
本作における4匹の亀の主人公。普段はニューヨーク市の下水道の中で暮らしており、犯罪者やエイリアンと戦ったり、時にはタイムトラベルなどで冒険を行ったりする。好物はピザで、87年版アニメでは寿司が嫌い（師匠のスプリンターとは対照的。なお、2003年版では寿司を食べるシーンがある）。
彼らの関係は作品によって異なっており、基本的には兄弟だが87年版（テレ東版）のように友人関係に近いものもある。また、仲間や自身をちゃん付けする場面が多い。実写版では原作を基準に旧アニメでのノリ（各作品の声優によるアドリブ）を合わせた設定になっており、ドナテロの名称が「ドナテルロ」になったり、声優が異なるためか性格や一人称、ニックネームなど作品ごとに異なっており、またいずれも関西弁などの方言も使われた。特に「3」は旧アニメキャストでノリや話し方はほとんどアニメと変わらないが「1」や「2」の設定も使われている。1人しか記載されていない場合は特記ない限り別途記載する。
レオナルド（イメージカラーは■ブルー、Leonardo）
タートルズのリーダーで、二刀流での戦いを得意とする刀の達人。青い鉢巻を巻いている。愛称は「レオちゃん」または「レオ（Leo）」。 名前はルネサンスの巨匠レオナルド・ダ・ヴィンチに由来する。
- 1987年版 - チームのリーダー格だが、他シリーズと比較すると明るくお茶目な人物として描かれている。
- 映画三部作 - 真面目な性格。2作目ではシリーズ唯一、一人称が「僕」。
- 2003年版 - 真面目な性格で、リーダーシップを発揮する場面が多い。
- 2012年版 - 真面目な性格だが、他のメンバーとじゃれ合ったり軽口を言うなど年相応の明るさを持つほか、ヒーローもののフィクションを好むオタクな一面がある。
- 2018年版 - 真面目ではなく、のんびりした魅力的かつ皮肉で冗談を言う性格。リーダーとして役は第2シーズンフィナーレまで薄れている。

ラファエロ（イメージカラーは■レッド、Raphael）
タートルズの一人で、釵（サイ）の達人。赤い鉢巻を巻いている。愛称は「ラファちゃん」または「ラフ、ラファ（Raph）」。名前はルネサンスの巨匠ラファエロ・サンティに由来する。
- 1987年版 - 他のシリーズに比べ、子供っぽく冗談好きでなぜか第四の壁を破って視聴者によく語りかける。唯一一人称が「僕」が使われている。
- 映画三部作 - 短気で我の強い性格。「3」のみ1987年版アニメと実写の中間の性格。
- 2003年版- 短気で我の強い性格。ボケ役のミケランジェロによくツッコミを入れ一方、ミケランジェロ以上にとぼけることも多い。
- 2012年版 - 短気で我の強い性格。
- 2018年版 - 第2シーズンフィナーレまでリーダーの役になる。短気な性格は相変わらずながら、ツンデレではない。

ドナテロ（イメージカラーは■パープル、Donatello）
タートルズの一人で、棒術の達人。紫の鉢巻を巻いている。愛称は「ドナちゃん」や「ドニー（Donny）」、「ドナ」。アニメ作品ではメカニックを手掛けるほか、発明家としても描かれていることが多い。名前はルネサンス初期の芸術家ドナテッロに由来する。
- 1987年版 - タートルズのブレインおよびメカニック担当。２つの一人称を使い分けている。
- 映画三部作 - 「1」「2」「3」で性格が最も異なる。
- 2003年版 - タートルズのブレインおよびメカニック担当。
- 2012年版 - タートルズのブレインおよびメカニック担当。エイプリルに惚れている。
- 2018年版 - より自信があり、社交的かつ冷静で皮肉な性格。ロケットブースターで改造されたハイテク棒杖を振る。

ミケランジェロ（イメージカラーは■オレンジ、Michelangelo）
タートルズの一人で、ヌンチャクの達人。橙色の鉢巻を巻いている。愛称は「ミケちゃん」または「マイキー（Mikey）」。名前はルネサンスの巨匠ミケランジェロ・ブオナローティに由来する。
- 1987年版 - 底抜けに明るいお調子者で、マイペースな性格。「カワバンガ」が口癖。変な味のピザが好きだが憎めない。
- 映画三部作- 底抜けに明るいお調子者で、マイペースな性格だが恋愛では一途な一面も。
- 2003年版 - 底抜けに明るいお調子者で、マイペースな性格。他のメンバーと比べても非常に明るいが他のシリーズに比べ、根は真面目。
- 2012年版 - 底抜けに明るいお調子者であると同時に、純粋な性格をしている。「ブヤカシャー!」が口癖。
- 2018年版 - 底抜けに明るいお調子者で、マイペースな性格だが、より子供らしい一面さ持つ。

### タートルズの仲間
スプリンター（Splinter）
タートルズの師匠。原作では、「日本人の忍術家ハマト・ヨシに飼われていたネズミで、飼い主を殺された後、タートルズと同様にミュータンジェンの力で人間のような姿に変身した。」という設定。メディアによって設定が異なる。寿司が好物。ピザが嫌い。
- 1987年版 - 人間であるハマト・ヨシが変異した存在。
- 2003年版 - 原作同様、ハマト・ヨシに飼われていたネズミ。
- 2012年版 - 人間であるハマト・ヨシが変異した存在。
- 2014 - 16年映画 - ミュータジェンによって知能を得たネズミ。

エイプリル・オニール（エプリル・オニール）（April O'Neil）
タートルズの協力者である人間の女性。メディアによって設定が異なる。
- 1987年版 - テレビ局『チャンネル6』のレポーター。
- 映画三部作 - テレビ局『チャンネル3』のレポーター。
- 2003年版 - バクスター・ストックマンの助手。バクスターと決別した後は骨董屋を経営している。
- 2012年版 - タートルズと同年代の少女で、スプリンターの娘のような存在。
- 2014 - 16年映画 - テレビ局『チャンネル6』のレポーター。子供の頃にタートルズとスプリンターの命を救っている。
- 2018年RISE版 - 大学生。

ケイシー・ジョーンズ（Casey Jones）
タートルズの協力者である人間の男性。メディアによって設定が異なる。
- 1987年版 - スポーツ用品を武器として使う仮面のヒーロー（自称）。
- 2003年版 - スポーツ用品を武器として使う青年。ラファエロと仲が良く、エイプリルと恋仲になる。
- 2012年版 - Season2から登場。エイプリルと同年代の少年。
- 2014 - 16年映画 - 続編「影」から登場。ホッケーマスクをかぶったNY市警の男。
- 2018年RISE版 - 未来からきた武器を使う青年。未来ではレオナルドの弟子。

レザーヘッド（Leatherhead）
ワニのミュータント。
- 1987年版 - フロリダの凶暴なアリゲーターが変異した存在で、タートルズとは対立関係にある。
- アーチー・コミック版 - フロリダに住むホームレスの男性が変異した存在。当初はシュレッダーに協力していたが、素性を知って決別した。ディメンションXでレスラーとして活動したのち、マイティ・ミュータニマルズというヒーローチームを結成する。
- 2003年版 - 捨てられたペットのワニが、ユートロム星人に拾われて育てられる中で変異した存在。
- 2012年版 - 捨てられたペットのワニが変異した存在であり、ユートロム星人に実験台にされた過去から、「クランゲ」という単語を聞くだけでパニックに陥るほどのトラウマを抱えている。のちにマイティ・ミュータニマルズというヒーローチームを結成する。

アルマ（アーマ）（Irma Langinstein）
タートルズの協力者である人間の女性。メディアによって設定が異なる。
- 1987年版 - エイプリルの勤務先の同僚。
- 2012年版 - Season 2から登場。

濱戸喜（ハマト・ヨシ/ヨシハマ・タケシ）（Hamato Yoshi）
シュレッダーに殺された、スプリンターの飼い主であり師匠。
- 1987年版- 彼自身がスプリンターとしての立ち位置となる。
- 2003年版 - ユートロムを守護するガーディアンの一人。
- 2012年版 - 彼自身がスプリンターとしての立ち位置となる。

唐慎（タン・シェン）（Tang Shen）
在日中国人の若い女性で、ハマト・ヨシの恋人。原作・映画版および2012年度版ではシュレッダーに殺され、2003年アニメでは真清水由紀夫に殺された。

フュージトイド（Fugitoid）
宇宙の科学者ハニーカットの頭脳（2003年度では頭脳データ）がアシスタントロボットに移植されて誕生。発明品を実験した際の落雷事故により、ハニーカット教授の頭脳がそのまま、フュージトイドの体内に転送された。瞬間移動装置を発明したために狙われている。ドナテロの才能と発明の数々に強い関心を持っている。

#### ジャスティス・フォース
1940年代のスーパーヒーローチーム。
ステンレス・スティール・スティーヴ（Stainless Steel Steve）
額に特殊合金を埋め込んだジャスティス・フォースのリーダー。
バトリング・バーニス（Battling Bernice）
アニメ版では故人となっているメンバーで、ドーム博士の妻。
ジッピー・ボーイ（Zippy Lad）
高速移動できるジャスティス・フォースの一人。現在は車椅子に乗っている。
ジョーイ・ラスティク（Joey Lastic）
伸縮自在の肉体を持つジャスティス・フォースの一人。
メタルヘッド（Metalhead）
髪を鋭くして操れるジャスティス・フォースの一人。
ドーム博士（Dr. Dome）
頭に埋め込んだコンピュータでロボットを操ることのできる人物。
キャプテン・デッドボルト（Captain Deadbolt）
アニメ版未登場。
アナンダ（Ananda）
ドーム博士とバトリング・バーニスの娘。バトリング・バーニスの容姿と、ドーム博士の能力を受け継いでいる。

#### 他の漫画からのゲストキャラクター
宮本兎（みやもと ウサギ）（Miyamoto Usagi）
日系アメリカ人のスタン坂井の漫画「兎用心棒」からのゲストキャラクターであるウサギの侍。ミュータントではなく、動物時空の江戸時代初期からやって来た。毛の色は白く、長い耳を頭のてっぺんでひとつにして縛っている。武士道を重んじ、長さの異なる二本の刀を用いた剣術はレオナルドと互角に張り合えるほどである。BS2で放送された『アイドル忍者タートルズ』では「ウサギ丸」という名前だった。
村上源之助（Murakami Gennosuke）
「兎用心棒」からのゲストキャラクター。動物時空の江戸時代より宮本兎と共に宇宙へ時空ワープしてきた犀。賞金稼ぎを営んでおり、偶然タートルズと鉢合わせして一悶着することとなる。三船敏郎の用心棒三十郎のイメージキャラ。
セレバス（Cerebus the Aardvark）
ツチブタの姿をした戦士。中世でタートルズと出会った。原作者はカナダ人のデーブ・シム（Dave Sim）。
パンダカン（Panda Khan）
千年後から来た進化パンダ戦士。原作者はデーブ・ガルシアとモニカ・シャープ。タートルズのアニメや漫画には登場せず、玩具のみの登場となっている。

### タートルズの敵役
原作のキャラクターや複数のメディアに登場したキャラクターについて記述。各メディアでの描写や一つのメディアでしか登場しないキャラクターはリンク先を参照。
シュレッダー（Shredder）/小禄沙紀（オロク・サキ; Oroku Saki）
タートルズの宿敵。刃物を備えた鉄の鎧兜を纏っており、そこから「シュレッダー」の異名を取る。また、クローンも存在しており、2003年版アニメにも登場している。
- 1987年版 - フット団アメリカ支部のリーダー。本名はサワキ・オロク（原語版ではオロク・サキ）。スプリンターと旧知の人間。シリーズで唯一コミカルで間が抜けている。
- 2003年版 - 複数人物が該当。1人目はユートロム星からの犯罪者で、正体を隠してフット団の首領を務めていた。2人目は天狗シュレッダーと呼ばれていた人物で、本名はオロク・サキ。3人目はコンピュータウイルスであるバイロによってよみがえった存在。
- 2012年版 - フット軍団の首領。スプリンターと旧知の人間。

バクスター・ストックマン（Baxter Stockman）
原作では、フット団との関係は特に無い。
- 1987年版 - ロボット・マウサーを発明したマッドサイエンティスト。
- 2003年版 - マウサーロボットを開発したマッドサイエンティスト。
- 2012年版 - マウサーロボットを開発したマッドサイエンティスト。

フット団員（Foot Ninja）
シュレッダー配下の足軽忍者。「一般兵[下]、光学迷彩兵・重火器装備兵[中]、魔術兵のフットウィザード・シュレッダー親衛隊のエリートフットソルジャー[上]」と、ランク分けされている。
- 1987年版 - ロボット。フットソルジャーを参照。
- 2003年版 - フットソルジャー、ハイテクフットソルジャー、エリートフットソルジャー、メカフットソルジャーといったランク分けが成されている。
- 2012年版 - クランゲロイドを参照。

オロク・ナギ（Oroku Nagi）
シュレッダーの兄。ハマト・ヨシの恋人、唐慎を襲った後、ヨシに勝負で殺された。原作のみの登場だが、2003年版に似ているキャラクターである真清水由紀夫（ましみ ゆきお〈Yukio Mashimi〉）が登場する。
ラットキング（Rat King）
「ネズミの王様」を自称する男性で、大量のネズミを指揮する。地上にネズミの帝国を作ることを目的としている。
- 1987年版 - 基本的に悪役だが、利害が一致すればタートルズにも味方する。
- 2003年版 - エージェント・ビショップの脱出クローン。
- 2012年版 - 科学者ヴィクター・ファルコ。

ザンラモン最高指揮官（Zanramon）
トリケラトプスの容姿をした宇宙人兵士軍団トリケラトン共和国（Triceratons）の最高指揮官。ハニーカットの作った転送装置を狙い、ブランク将軍と対決する。
ブランク将軍（General Blanque）
人間連邦総司令官。人型宇宙人種族の独裁者で、残忍な性格。宇宙制覇のため、転送装置を狙っている。

カライ（Karai）
シュレッダーの娘（養女）。ミラージュ・スタジオが1993年に刊行したTeenage Mutant Ninja Turtles1巻のシティ戦争編（"City at War" ）で初めて登場した。名前は日本漢字の「辛」から。
- 2003年版 - シュレッダーの娘（養女）にして、フット団の幹部。
- 2012年版 - シュレッダーの娘として育てられたフット団のくノ一で、スプリンターの実の娘。

### その他
作品によって仲間と敵の立場が大きく異なるキャラクター。
ユートロム星人
タコに似た外見の宇宙人で、原作および03年版におけるミュータンジェンの製作者。普段は潜伏用の人型ロボットスーツに入っている。
- 1987年版 - ユートロム星人の一人であるクランゲが悪役として登場した。
- 2003年版 - ユートロム星人の一人がシュレッダーとして悪事を働いた一方、ユートロム星人の高官モーツやその従者であるガーディアンはタートルズと共闘した。
- 2012年版 - クランゲロイドを参照。
- 2018年版 - クランゲ1、クランゲ2、クランゲ3の三体が登場。

古代よりフット団が崇拝しておりフット団の事実上の首領、ミスティックパワーの使い手達により異次元に封印されていたがフット団によって解放される。ケイシーがいた未来では地球はクランゲによって完全に侵略されており人類は僅かしか残っていない。
スラッシュ（Slash）
元は1987年版のオリジナルキャラクターだが、のちに原作にも登場した。
- 1987年版- ビーバップとロックスタディがペットのカメを利用して作った、悪のタートルズ。
- 2012年版 - ラファエロのペットのカメが変異した存在。

メタルヘッド（Metalhead）
元は1987年版のオリジナルキャラクター。
- 1987年版 - 戦闘用ロボット。
- 2003年版 - 敵キャラタートルボット（Turtlebot）が相当。
- 2012年版 - ドナテロがクランゲロイドを元にラジコンやビデオゲームを組み合わせて作ったリモコン式ロボットだったが、クランゲに乗っ取られてしまう。

ウィングナット
元は1987年版のオリジナルキャラクター。
- 1987年版 - コウモリ型異星人。
- 2012年版 - 名前が使用されているが、87年のウィングナットとは無関係。

## 用語・メカニック

### タートルズ関連
タートルワゴン
チャンネル6のライトバンを改造した万能車両。ミサイルも発射できる。主に移動に使う。
タートルバルーン（Turtle Blimp）
1987年度のアニメ・ゲーム・漫画のみ登場する飛行船。1987年版では、ドナテロがかつてストックマン博士の住んでいたマンションにある部品を使って作った。
バトル・シェル
パープルドラゴンから奪ったトラックを改造した万能装甲車。タートルワゴンに取って代わって2003年度アニメに登場する。
レーダーや攻撃用のミサイルを搭載している他、ラファエロ専用のバイク・タートルバイク（原語版ではシェル・サイクル）も搭乗している。
タートルパルサー
2003年版に登場する地底探索機。
タートルマリン
2003年版に登場する魚雷付き潜水艦。アニメでは、ミケランジェロ専用として使われている。
タートルバギー
2003年版に登場するバギー。
タートルフォン
タートルズの通信機。タートルズの居場所がわかる安心ナビがついている。エイプリルの使っているものは化粧用のコンパクト型になっている。2003年版では「シェル・セル」がこれにあたり、2012年版では「T-フォン」がこれに該当する。
スーワー・スライダー
水陸両用のホバークラフトで、最大搭乗人数4人。主に下水道間を移動する際に使用される。
チープスケート
シュレッダー一味に拉致されたニュートリノを救うためにドナテロが制作したモーター付きのスケートボード。下水でも移動が楽になるように作られている。名前は制作費がタダ同然だったことに由来する。
手裏剣爆弾
87年版にてドナテロが作った武器。一見普通の手裏剣だが、目標に当てると爆発する。テクノドロームの外壁に大穴を開けるほどの威力があるが、時々上手く爆発しないこともある。Turtles Foreverではタートルズをピンチから救っている。
T-ポッド
2012年版にてドナテロが軍の廃棄物置き場にあったものを集めて作成した、携帯音楽型プレーヤー。人工知能が搭載されており、自己進化を繰り返す。ミケランジェロが借りていたが、ストックマンとの交戦中に落としてしまい、ストックマンの手に渡った結果ストックマンのパワードスーツに取りつき強化させた。
シェルレイザー
2012年版にてドナテロが電車の車両にレザーヘッドから預かったパワーセルを取り付けて改造した乗り物。パワーセルを動力源としていたが、クランゲに奪回されたためタートルズは下水道までシェルレイザーを押して帰る羽目になってしまった。その後再登場している。内部にステルスバイクを格納できる。またゴキスパイが戻れるように車から信号を発している。

### フット団（2012年版ではフット軍団）関連
ミュータンジェン（2012年版ではミュータジェン）
ミュータントを作り出す薬品。この液体が付着すると、自分の身近な生物（87年シリーズのヨシハマタケシならネズミ、タートルズなら人間）の特徴を持ったミュータントに変身する。タートルズとスプリンターは、偶然下水に流れていた物に触れてミュータントになった。87年版では一度ミュータントになった者に浴びせればそのミュータントを元に戻せる。
マウサー（マウサーロボ）（Mouser）
元は鼠駆除用メカ。群れで獲物を襲い、鋼鉄の顎で噛み砕く戦法をプログラミングされている。
2003年版では1987年ビデオ版同様マウサーロボと呼ばれ、ミサイル常備の巨大なタイプまで登場した。
2012年版にも登場しており、パープル・ドラゴンの盗品（エイプリルの携帯を含む）を盗むのに使われた。日本語版においてMOUSERSは『むっちゃ大勢でうざいほど探していいもん残らず採集マシーン』（原語版ではMobile Offensive Underground Search Excavation and Retrieval Sentries〈移動攻撃兼地下検索発掘衛兵〉）の略称となっており、レオナルドから指摘を受けている。
ガンマカメラが内蔵されており、ラジオアイソトープを感知するため、その物質を含んだスプレーをかけた相手にシグナルを示して付いてくる仕組みがある。
テクノドローム（Technodrome）
1987年版に登場した、ディメンションXの移動要塞。
砲台が多数装備されており、天辺にある目玉型メカが特徴的。タートルズとの対決で度々荒らされるため、さまざまな場所に移動している。クランゲたちは主にテクノドロームのエネルギー補充や部品交換あるいは強化のため、エネルギー資源や各種機械類を狙った作戦を多数行っている。
Turtles Foreverでは03年版シュレッダーに乗っ取られ、内外とも大幅に改造されパワーアップした。
2012年版ではクランゲ皇帝が搭乗する巨大UFOとして登場。タートルズとの激闘の末、海底に沈む。
タートルターミネーター（そっくりロボット）
色々な人物に変身できるロボット。目からレーザービームを撃つことができる。
クランゲたちがタートルズを倒すため、アルマをはじめとする彼らの身近な人に化けさせた。しかし、その後ドナテロにクランゲたちを倒すようにプログラムを書き換えられ、テクノドロームに送り返される。タートルズをひきつける囮としてスプリンターに変身したこともある。
ドラゴンチョッパー
2012年版のフット軍団の忍者たちが使うバイク。ミュータントになったフィッシュフェイスもメカ足ができたことにより、このバイクを使っていた。

## アニメ

### 1987年版シリーズ
初めてとなるアニメ化作品で、原作漫画とは異なり、明るい内容となっている。また、原作漫画におけるタートルズは同じ色の鉢巻をしていたのに対し、1987年版ではそれぞれ異なる色の鉢巻を巻いており、のちのシリーズにも取り入れられている。
アメリカ合衆国では1987年12月28日にシンジゲーション番組として放送された後、1988年10月1日から1990年まで放送された。また、CBSでも1990年から1996年11月2日まで放送された。全193話。
日本では『アイドル忍者タートルズ』として1991年5月6日から7月15日までにNHK衛星第2テレビジョンの「衛星アニメ劇場」で放送されたほか、1991年から92年の間には東和ビデオから別のキャストによるビデオアニメが発売された。1993年10月6日から1995年9月27日にはさらに別の制作体制によるバージョンが『ミュータント・タートルズ』のタイトルでテレビ東京にて放送された。
また、コナミ（現・コナミデジタルエンタテインメント）から、同作を題材にしたゲームソフトが1989年から1993年に掛けて複数発売されている。

### 2003年版シリーズ
二度目となるアニメ化作品で、制作にミラージュ・スタジオがかかわっていることもあり、原作に近い作風となっている。その一方で、各メンバーがそれぞれ異なる色の鉢巻を巻くなど、1987年版の設定が取り入られているほか、武器や鉢巻を装備しなくても見分けがつくよう、タートルズの各メンバーのデザインや体色に差異がある。全155話。日本では、「ミュータント タートルズ」のタイトルでテレビ東京系列において2007年4月2日から2008年3月31日まで毎週月曜日夕方18:00にシーズン1 - 2の全52話のみ放送された。

### 2012年版シリーズ
ニコロデオンが4KIDSTV（旧：Fox Box）とミラージュ・スタジオから権利を取得し、2012年9月29日から2017年11月12日までニコロデオンで放送されたシリーズ。全124話。
日本では「ミュータント タートルズ」のタイトルでテレビ東京系列において2014年4月4日から9月26日まで毎週金曜日朝7:30にシーズン1の全26話のみ放送された。また、2017年5月18日から2019年9月14日まではディズニーXDで全シーズン放送された。

### 2018年版シリーズ
2018年7月20日にニコロデオンで初公開され、その後Nicktoonsで初公開されました。2018年7月27日、全26話の新シーズンに更新された。しかし、このシーズンの制作の途中で、長さが13話に短縮。最終話は2020年8月7日に放送された。長編映画の続編は、シリーズ最終回の後に2022年8月5日に Netflixにて限定配信。「ライブ・オブ・ミュータント・タートルズ」のタイトルで日本でも視聴可能。

## テレビドラマ
フォックス放送内のFox Kidsにて『ニンジャ・タートルズ：次の突然変異（Ninja Turtles: The Next Mutation）』のタイトルで1997年から1998年まで放送。全26話。サバン・エンターテイメント製作。テレビドラマ版のオリジナルキャラクターとして登場した5人目のタートルズであるビーナス・ド・ミロ（Venus de Milo）が、原作者ピーター・レアードに嫌われたことでも知られている。

### キャスト
- レオナルド：ゲイブ・クース、声：マイケル・ドブソン
- ラファエロ：リー・ウェン、声：マット・ヒル
- ドナテロ：リチャード・ヨー、声：ジェイソン・グレイ＝スタンフォード
- ミケランジェロ：ジャレッド・ブランカール、声：カービー・モロウ
- ビーナス・ド・ミロ：ニコル・パーカー、声：ラライニア・リンドバーグ
- スプリンター：フィオナ・スコット、声：スティーブン・メンデル
- シュレッダー：パトリック・ポン

### スタッフ
- 製作総指揮：ハイム・サバン、ランス・H・ロビンス
- 音楽：シュキ・レヴィ、クッサ・マーチ

### 他作品へのゲスト出演
『パワーレンジャー・イン・スペース』（海外版『電磁戦隊メガレンジャー』）の3話と4話に、ゲスト出演。アストロネマにより洗脳され、レンジャーたちに襲い掛かるが、洗脳が解けた後は、レンジャーたちと共闘する。
『パワーレンジャー・イン・スペース』でのキャスト
- レオナルド：デヴィッド・ウォルド、声：マイケル・ドブソン（吹き替え：遊佐浩二[16]）
- ラファエロ：ダニー・ウェイン・スタルカップ、声：マット・ヒル（吹き替え：大山昇）
- ミケランジェロ：中村忠弘、声：カービー・モロウ（吹き替え：北川勝博[16]）
- ドナテロ[注 2]：リー・ホエー、声：ジェイソン・グレイ＝スタンフォード（吹き替え：川中子雅人[16]）
- ビーナス・ド・ミロ：野口彰宏、ラライニア・リンドバーグ（吹き替え：まるたまり[16]）

## 映画
本作は何度か映画化されている。
このうち、実写映画化作品には、これまで1990年代の三部作と、2014年版、2016年版とがある。また、劇場用アニメ映画作品としては2003年版テレビシリーズを基にした『ミュータント・タートルズ -TMNT-』がある。
オリジナルビデオアニメとしては1987年版をもとにした『ミュータント・タートルズ 超人伝説編』に加え、『バットマン』とのクロスオーバー作品である『バットマン vs ミュータント・タートルズ』がある。
また、テレビ映画としては1987年版と2003年版のクロスオーバーである『Turtles Forever』がある。

### 作品一覧（映画）
- 『ミュータント・タートルズ』 Teenage Mutant Ninja Turtles （1990年）
- 『ミュータント・ニンジャ・タートルズ2』 Teenage Mutant Ninja Turtles II: The Secret of the Ooze （1991年）
- 『ミュータント・ニンジャ・タートルズ3』 Teenage Mutant Ninja Turtles III （1993年）
- 『ミュータント・タートルズ -TMNT-』 TMNT （2007年）
- 『ミュータント・タートルズ』 Teenage Mutant Ninja Turtles （2014年）
- 『ミュータント・ニンジャ・タートルズ：影＜シャドウズ＞』 Teenage Mutant Ninja Turtles: Out of the Shadows （2016年）[17]
- 『ミュータント・タートルズ：ミュータント・パニック！』Teenage Mutant Ninja Turtles: Mutant Mayhem (2023年)
- Teenage Mutant Ninja Turtles: The Last Ronin（TBA）

## ゲーム
激亀忍者伝
T.M.N.T. 〜スーパー亀忍者〜
ティーンエージ ミュータント ニンジャ タートルズ
ティーンエージ ミュータント ニンジャ タートルズ2 ザ マンハッタン プロジェクト
ティーンエージ ミュータント ニンジャ タートルズ タートルズ イン タイム
ティーンエージ ミュータント ニンジャ タートルズ トーナメント ファイターズ
ミュータント タートルズ：シュレッダーの復讐
Teenage Mutant Ninja Turtles： The Cowabunga Collection

### タートルズ登場のクロスオーバーゲーム
モンスターストライク
インジャスティス2
Brawlhalla
HOT WHEELS UNLEASHED
フォートナイト

## TRPG
1985年、パラディウム・ブックスより、本作を題材としたTRPGTeenage Mutant Ninja Turtles & Other Strangenessが発売された。
TRPG版タートルズは単体で遊ぶこともできるが、このゲームの基本システムは同社のシステムを基にしており、『Rifts』の拡張パックとしても楽しむことができた。
別冊であるニンジャ・アンド・スーパースパイを除き、ゲーム本編で使用できる戦闘スタイルはマーシャルアーツに限られてはいるものの、41種類の流派から選ぶことができる。
巻末にはタートルズなど原作に登場するキャラクターの他にも、テラー・ベアーズをはじめとするオリジナルキャラクターの情報が掲載されていた。